# 陳文德 (教師)
陳文德是台灣屏東市的一位小學教師，曾任職多家小學:5；但他也是台灣的業餘陸貝專家，還以阿德蝸為筆名撰寫過不少兒童文學作品。陳文德本科畢業於屏東教育大學初等教育學系，之後轉往大仁科技大學環境管理研究所繼續進修。他在陸貝的研究有不少都與東港鎮的動物相有關。

## 作品列表
陳文德著有超過40本書，當中部分與陸貝相關的出版詳列如下：
- 陳文德. . 深藍獨立文化事業出版. 1999: 84 pp （中文（繁體））.

- 陳文德. . 屏東縣屏東市歸來國民小學. 2001. ISBN 9570298405 （中文（繁體））.[6]
- 李彥錚; 陳文德. . 親親文化事業有限公司. 2003-11  [2018-09-13]. ISBN 986-7988-60-4 （中文（繁體））.[1]：入圍第二十八屆金鼎獎[4]
- 陳文德. . 《貝友》 (中華民國貝類學會). 2009, 35: 37–40  [2024-11-08] （中文（繁體））.

- 陳文德. . 人人出版股份有限公司. 2005-12-26: 120. ISBN 9789867916990 （中文（繁體））. [4]
- 阿德蝸（陳文德）. . 《科學研習》 (國立臺灣科學教育館).   [2024-11-15]. （原始内容存档于2024-06-16） （中文（繁體））.
- 陳文德. . 《科學研習》 (國立臺灣科學教育館). 2016-09-01, 55 (9): 76頁  [2016-09-18]. （原始内容存档于2016-10-16）.No.55-09 （页面存档备份，存于）
- 陳文德（阿德蝸）.  (PDF). 國立海洋生物博物館館訊 (國立海洋生物博物館).   [2020-08-06]. （原始内容存档 (PDF)于2021-07-10） （中文（繁體））.